# Centro de Convenciones del Condado de Raleigh en Beckley
El Centro de Convenciones del Condado de Raleigh  (originalmente Condado de Raleigh Armory) es un estadio cubierto con 2856 asientos localizado en Beckley, Virginia Occidental. Es utilizado para el baloncesto y como sede del Instituto Universitario de Tecnología de Virginia Occidental y de los equipos de baloncesto de la preparatoria Woodrow Wilson. Fue construido en 1961.
El estadio, identificable en el exterior por su techo en forma de bóveda, contiene 15 000 pies cuadrados (1400 m²) de exposición y espacio de reuniones.  Adyacente al estadio hay ocho salas de reuniones con 10 240 pies cuadrados de espacio adicional (951 m²) de espacio para reuniones.  Además de eventos deportivos y convenciones, en el estadio se albergan conciertos, banquetes y otros eventos especiales.